# 弧秒
弧秒（arc second），又稱角秒，是量度平面角的單位，即角分的六十分之一，符號為″。在不會引起混淆時，可簡稱作秒。「角秒」二字只限用於描述角度，不能於其他以「秒」作單位的情況使用（如時間）。
- 1° = 60' = 3,600"
- πc = 180° = 10,800' = 648,000"

## 毫角秒及微角秒
角秒還可以再細分成為毫角秒（milliarcseconds，縮寫mas）及微角秒（microarcseconds，縮寫μas）。一角秒等於1000毫角秒，一毫角秒等於1000微角秒。